# デカルブ (イリノイ州)
デカルブ（DeKalb）は、アメリカ合衆国イリノイ州のデカルブ郡にある都市。人口は4万0290人（2020年）で、郡内最大の都市だが郡庁所在地ではない。シカゴの西100キロメートルに位置しており、統計上はシカゴ都市圏に含まれる。

## 概要

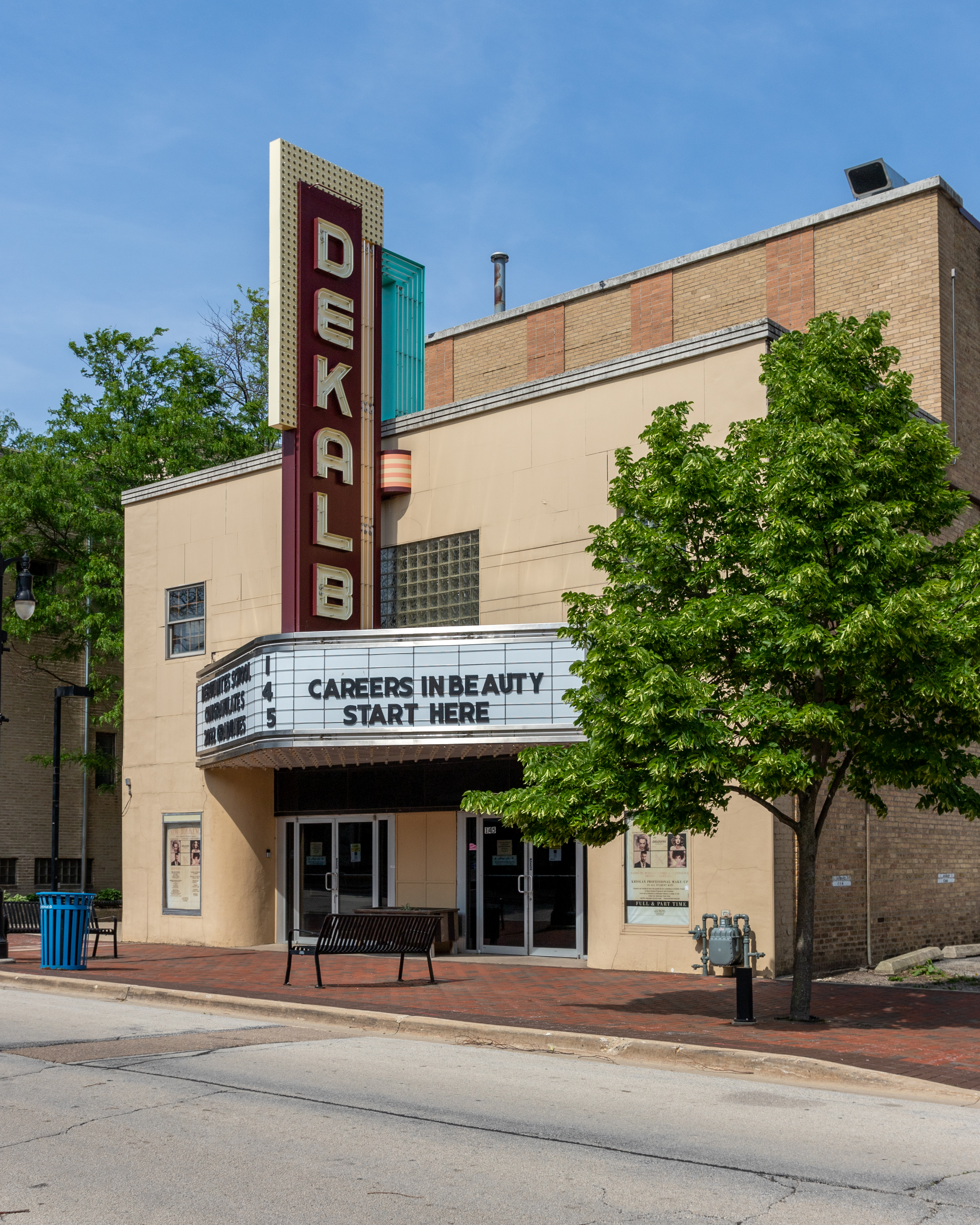
デカルブ劇場

1837年に設立。名称は軍人ヨハン・デ・カルブ（en:Johann de Kalb）に由来している。農業地域の中にある市場町として発展した。
北イリノイ大学（en:Northern Illinois University）が立地する学園都市。郊外にはトウモロコシ畑が広がる。毎年「コーン・フェスティバル」を開催している。

## 交通
市内には鉄道駅がないため、シカゴ行きの列車に乗るには25キロメートル東にあるエルバーンまで行く必要がある。